# Tiago Aleluia Lopes
Tiago Aleluia Lopes foi um guerrilheiro e político guineense, militante histórico do Partido Africano para a Independência da Guiné e Cabo Verde (PAIGC). Foi o segundo presidente da Assembleia Nacional Popular da Guiné-Bissau, ‎entre 1989 e 1994.
Segundo Luís Cabral, Tiago Aleluia Lopes terá sido recrutado para o PAIGC antes de 1962, ainda da acção armada do partido, integrando a segunda geração dos dirigentes do partido. Em 1962, chefiava um grupo de 70 guerrilheiros, num campo de treino em Ousonie, na Guiné-Conakri.
Em 1973, por ocasião do II Congresso do PAIGC, foi eleito membro do Conselho Executivo de Luta da Guiné-Bissau, sendo membro permanente do mesmo conselho em 1977.
A 24 de julho de 1978, tomou posse como presidente do Comité Nacional da Guiné-Bissau.
Em 1981, pertencia ao secretariado do Conselho Nacional Revolucionário, presidido por João Bernardo Vieira (Nino Vieira).
Em 1983, sendo membro da Mesa Política do PAIGC, participou no 1.º Encontro Nacional de Quadros Jovens, sendo elogiado pela qualidade e alcance dos seus discursos.
Em julho de 1986, Aleluia Lopes, político da inteira confiança do então presidente da República, João Bernardo Vieira, foi um dos três ministros pela primeira vez no governo, com o cargo de Ministro de Estado para os Assuntos Presidenciais.
Em 1989, pertencia à liderança do PAIGC, sendo secretário geral João Bernardo Vieira, e Vasco Cabral secretário permanente do comité central.
Em 1989, era secretário de Estado da Presidência, com a pasta das Pescas.
A 15 de junho de 1989, foi eleito presidente da Assembleia Nacional Popular da Guiné-Bissau, substituindo Carmen Pereira, que exercia o cargo desde a independência, em 1974.
A 3 de julho de 1994 foram realizadas as primeiras eleições pluripartidárias da Guiné-Bissau, sendo eleito presidente da nova Assembleia Nacional, a 17 de agosto, Malang Bacai Sanha, do PAIGC, substituindo no cargo Aleluia Lopes.